# Kalocsai érsekek listája
A kalocsai érsek (Archiepiscopus Colocensis) az egyik legrégibb egyházi tiszt Magyarországon, és fontosságban a második az esztergomi érseké után.

## Kalocsai érsekek (1000–1993)
| Név                                                                                            | Hivatali idő                | Megjegyzések                                                   |
| A Kalocsai Érsekség érsekei                                                                    | A Kalocsai Érsekség érsekei | A Kalocsai Érsekség érsekei                                    |
| ---------------------------------------------------------------------------------------------- | --------------------------- | -------------------------------------------------------------- |
| Szent Asztrik                                                                                  | 1000–1012                   |                                                                |
| nincs információ                                                                               | 1012–1049                   |                                                                |
| György                                                                                         | 1050–1064                   |                                                                |
| Dezső                                                                                          | 1064–1090                   |                                                                |
| A Kalocsa-Bácsi Érsekség érsekei                                                               |                             |                                                                |
| Fábián                                                                                         | 1090–1102                   |                                                                |
| Ugolin                                                                                         | 1102–1103                   |                                                                |
| Fulbert                                                                                        | 1105–1111                   |                                                                |
| Pál                                                                                            | 1111–1113                   |                                                                |
| nincs információ                                                                               | 1114–1123                   |                                                                |
| Gergely                                                                                        | 1124                        |                                                                |
| nincs információ                                                                               | 1125–1130                   |                                                                |
| Fáncsika                                                                                       | 1130–1134                   |                                                                |
| Simon                                                                                          | 1135–1141                   |                                                                |
| Mucsia                                                                                         | 1142–1155                   |                                                                |
| Mikó                                                                                           | 1156–1165                   |                                                                |
| Csáma                                                                                          | 1166–1171                   |                                                                |
| I. István                                                                                      | 1172–1176                   |                                                                |
| András                                                                                         | 1177–1186                   |                                                                |
| Pál                                                                                            | 1186–1188                   |                                                                |
| Kán nembeli Péter                                                                              | 1188–1191                   |                                                                |
| Győr nembeli Saul                                                                              | 1192–1201                   |                                                                |
| Merániai János                                                                                 | 1202–1205                   |                                                                |
| Andechs-Merani Bertold herceg                                                                  | 1206–1219                   |                                                                |
| Csák Ugrin                                                                                     | 1219–1241                   | A muhi csatában hadvezérként esett el.                         |
| Benedek                                                                                        | 1241–1253                   |                                                                |
| Buza Tamás                                                                                     | 1255–1256                   |                                                                |
| Zsámbéki Smaragd                                                                               | 1257–1266                   |                                                                |
| II. István                                                                                     | 1267–1278                   |                                                                |
| Gimesi Hont-Pázmány János                                                                      | 1278–1301                   |                                                                |
| III. István                                                                                    | 1302–1304                   |                                                                |
| nincs információ                                                                               | 1303–1306                   |                                                                |
| Csák Vince                                                                                     | 1307–1311                   |                                                                |
| Vicsadoli Demeter                                                                              | 1312–1337                   |                                                                |
| Janki László                                                                                   | 1338–1343                   |                                                                |
| Kaboli László                                                                                  | 1345                        |                                                                |
| Neszményi Miklós                                                                               | 1345                        |                                                                |
| Büki István                                                                                    | 1345–1348                   |                                                                |
| Vásári Miklós                                                                                  | 1349–1350                   |                                                                |
| Lackfi Dénes                                                                                   | 1350–1355                   |                                                                |
| Keszei Miklós                                                                                  | 1356–1358                   |                                                                |
| Csanád nembéli Telegdi Tamás                                                                   | 1358–1367                   |                                                                |
| Bebek Domokos                                                                                  | 1367                        |                                                                |
| Szigeti István                                                                                 | 1367–1382                   |                                                                |
| Helfenstein Lajos                                                                              | 1383–1391                   |                                                                |
| Pelsőci Bebek Miklós                                                                           | 1391–1400                   |                                                                |
| Szepesi János                                                                                  | 1401–1403                   |                                                                |
| De Dominis Krizogon                                                                            | 1403–1408                   |                                                                |
| Korbáviai Miklós                                                                               | 1409–1411                   |                                                                |
| Branda da Castiglione                                                                          | 1410–1413                   | Piacenza püspöke (adminisztrátorként áll az egyházmegye élén). |
| De Benzis András                                                                               | 1413–1421                   |                                                                |
| Scolari Carmanus                                                                               | 1421–1423                   |                                                                |
| Buondelmonte János                                                                             | 1424–1447                   |                                                                |
| De la Bischino Máté                                                                            | 1449                        |                                                                |
| Szekcsői Hercegh Raffael                                                                       | 1450–1456                   |                                                                |
| Várday István                                                                                  | 1457–1471                   |                                                                |
| Matucsinai Gábor                                                                               | 1471–1478                   |                                                                |
| Handó György                                                                                   | 1478–1480                   |                                                                |
| Váradi Péter                                                                                   | 1481–1501                   |                                                                |
| Geréb László                                                                                   | 1501–1502                   |                                                                |
| Kálmáncsehi Domokos                                                                            | 1503                        | Beiktatás előtt meghalt.                                       |
| Frangepán Gergely                                                                              | 1503–1520                   |                                                                |
| Széküresedés                                                                                   | 1520–1523                   |                                                                |
| Tomori Pál                                                                                     | 1523–1526                   |                                                                |
| Széküresedés                                                                                   | 1526–1528                   |                                                                |
| Frangepán Ferenc                                                                               | 1528–1543                   |                                                                |
| Széküresedés                                                                                   | 1543–1565                   |                                                                |
| Gregoriancz Pál                                                                                | 1565                        |                                                                |
| Széküresedés                                                                                   | 1565–1582                   |                                                                |
| Draskovich György                                                                              | 1582–1587                   |                                                                |
| Széküresedés                                                                                   | 1587–1596                   |                                                                |
| Kutassy János                                                                                  | 1596–1597                   |                                                                |
| Széküresedés                                                                                   | 1597–1599                   |                                                                |
| Pethe Márton                                                                                   | 1599–1605                   |                                                                |
| Széküresedés                                                                                   | 1605–1607                   |                                                                |
| Szuhay István                                                                                  | 1607                        |                                                                |
| Naprágyi Demeter                                                                               | 1608–1619                   |                                                                |
| Lépes Bálint                                                                                   | 1619–1623                   |                                                                |
| Telegdi János                                                                                  | 1623–1647                   |                                                                |
| Széküresedés                                                                                   | 1647–1649                   |                                                                |
| Püsky János                                                                                    | 1649–1657                   |                                                                |
| Szelepcsényi György                                                                            | 1657–1666                   |                                                                |
| Petretich Péter                                                                                | 1667                        |                                                                |
| Széchényi György                                                                               | 1667–1685                   |                                                                |
| Gubasóczy János                                                                                | 1685–1686                   |                                                                |
| Borkovich Márton                                                                               | 1686–1687                   |                                                                |
| Széküresedés                                                                                   | 1687–1691                   |                                                                |
| Kollonich Lipót                                                                                | 1691–1695                   |                                                                |
| Széchényi Pál                                                                                  | 1696–1710                   |                                                                |
| Csáky Imre                                                                                     | 1710–1732                   |                                                                |
| Patachich Gábor                                                                                | 1733–1745                   |                                                                |
| Széküresedés                                                                                   | 1745–1747                   |                                                                |
| Csáky Miklós                                                                                   | 1747–1751                   |                                                                |
| Klobusiczky Ferenc                                                                             | 1751–1760                   |                                                                |
| Batthyány József                                                                               | 1760–1776                   |                                                                |
| Patachich Ádám                                                                                 | 1776–1784                   |                                                                |
| Széküresedés                                                                                   | 1784–1787                   |                                                                |
| Kollonich László                                                                               | 1787–1817                   |                                                                |
| Széküresedés                                                                                   | 1817–1821                   |                                                                |
| Klobusiczky Péter                                                                              | 1821–1843                   |                                                                |
| Széküresedés                                                                                   | 1843–1845                   |                                                                |
| Nádasdy Ferenc                                                                                 | 1845–1851                   |                                                                |
| Széküresedés                                                                                   | 1851–1852                   |                                                                |
| Kunszt József                                                                                  | 1852–1866                   |                                                                |
| Lonovics József                                                                                | 1866–1867                   |                                                                |
| Haynald Lajos                                                                                  | 1867–1891                   |                                                                |
| Császka György                                                                                 | 1891–1904                   |                                                                |
| Városy Gyula                                                                                   | 1905–1910                   |                                                                |
| Csernoch János                                                                                 | 1911–1913                   |                                                                |
| Várady Lipót Árpád                                                                             | 1914–1923                   |                                                                |
| Zichy Gyula apostoli adminisztrátor                                                            | 1923–1925                   |                                                                |
| Zichy Gyula                                                                                    | 1925–1942                   | Mint érsek.                                                    |
| Széküresedés: Glattfelder Gyula kinevezést kapott, de betegség miatt nem foglalta el hivatalát | 1942–1943                   |                                                                |
| Grősz József                                                                                   | 1943–1961                   |                                                                |
| Bárd János apostoli adminisztrátor                                                             | 1961–1964                   |                                                                |
| Hamvas Endre                                                                                   | 1964–1969                   |                                                                |
| Ijjas József                                                                                   | 1969–1987                   |                                                                |
| Koadjutor érsek Paskai László                                                                  | 1982–1987                   |                                                                |
| Dankó László                                                                                   | 1987–1993                   |                                                                |

## Kalocsa–Kecskeméti érsekek (1993–napjaink)
| Név          | Hivatali idő  | Megjegyzések |
| ------------ | ------------- | ------------ |
| Dankó László | 1993–1999     |              |
| Bábel Balázs | 1999–napjaink |              |